# Football Club de Metz 2020-2021
Questa voce raccoglie le informazioni riguardanti il Football Club de Metz nelle competizioni ufficiali della stagione 2020-2021.

## Stagione
Per la stagione 2020-2021 il Metz gioca ancora in Ligue 1, avendo concluso il campionato precedente al 15º posto, complice anche l'interruzione del torneo dopo 28 turni a causa della pandemia di COVID-19. In panchina i granata confermano Vincent Hognon, mentre il suo vice Jean-Marie De Zerbi lascia la squadra per motivi familiari, venendo sostituito da Benoît Tavenot, fino ad allora collaboratore tecnico di Hognon.
Dopo un inizio di stagione complicato, segnato da tre sconfitte consecutive - tutte di misura per 1-0 - contro avversari ben più quotati come Monaco, Lille e PSG, il Metz inanella una serie di 4 risultati utili consecutivi che gli permettono di risalire in classifica aumentando il proprio vantaggio sulle avversarie dirette per la salvezza.
Il 12 ottobre 2020 c'è un avvicendamento in panchina: i granata annunciano infatti il reintegro come primo allenatore di Frédéric Antonetti, che nel dicembre 2018 aveva dovuto lasciare la guida della squadra a causa di problemi personali. Non volendo rimanere come vice-allenatore, Hognon rescinde il proprio contratto col Metz. Contestualmente, si registra il ritorno di De Zerbi per occupare il ruolo di vice di Antonetti.
Il cambio di allenatore non provoca particolari scossoni nella squadra, che con Antonetti alla guida prolunga tra ottobre e novembre la propria serie di risultati utili, arrivando ad 8 partite senza sconfitta, prima di inchinarsi il 29 novembre contro il Brest. Dopo un periodo negativo, con 5 match senza vittoria, il Metz ritorna al successo contro Montpellier e Lens. Anche grazie a questi successi, il Metz conclude il girone d'andata al 12º posto con 25 punti e 13 di vantaggio sulla zona retrocessione.
All'inizio del girone di ritorno i granata confermano l'ottimo stato di forma, ottenendo subito 3 vittorie consecutive contro Lione, Nantes e Brest e portandosi al 6º posto in classifica, facendo segnare il loro miglior andamento dalla Division 1 1997-1998, stagione in cui il Metz concluse il campionato al 2º posto. L'ottimo stato di forma, che porta i granata a risalire al 5º posto dopo 27 turni, consente al Metz di aspirare ad una qualificazione in Europa. Tuttavia, negli ultimi turni di campionato i granata subiscono una flessione che li porta ad assestarsi a metà classifica. Il Metz chiude quindi al 10º posto il campionato di Ligue 1, ottenendo il suo miglior risultato in massima divisione negli ultimi 22 anni.

## Organizzazione
Organigramma societario
- Presidente: Bernard Serin
- Vicepresidente: Carlo Molinari, Jean-Luc Muller
- Direttore Generale: Hélène Schrub
- Direttore sportivo: Philippe Gaillot
- Capo osservatori: Frédéric Arpinon
- Responsabile tecnico della formazione: Sébastien Muet
- Assistente esecutivo: Delphine Kreutzer
- Analista video: Maxime Bouffaut
- Direttore finanziario: Jean-Yves Costa
- Direttore commerciale: Yann Kaysen
- Assistente commerciale: Léonie Sallerin
- Responsabile biglietteria ed eventi: Bertrand Fenot
- Responsabile pubblicità: Maryline Bani Frentzel
- Responsabile comunicazione: Julie Decker
- Responsabile organizzazione e sicurezza stadio: Jean-François Girard

Staff tecnico
- Allenatore : Vincent Hognon, poi Frédéric Antonetti
- Viceallenatore : Benoît Tavenot, poi Jean-Marie De Zerbi
- Collaboratore tecnico : Benoît Tavenot
- Team manager : Kevin Lejeune
- Preparatore atletico : Florian Simon
- Vice-preparatore atletico : Aurélien Denotti
- Preparatore portieri : Christophe Marichez

Staff medico
- Medico sociale : Jacques Muller
- Medico sociale : Patrice L'Huillier

## Rosa
Rosa aggiornata al 12 febbraio 2021.
| N. |                           | Ruolo | Calciatore            |
| -- | ------------------------- | ----- | --------------------- |
| 1  | Francia (bandiera)        | P     | Paul Delecroix        |
| 2  | Tunisia (bandiera)        | D     | Dylan Bronn           |
| 3  | Francia (bandiera)        | D     | Matthieu Udol         |
| 4  | Francia (bandiera)        | C     | Kévin N'Doram         |
| 5  | Costa d'Avorio (bandiera) | C     | Victorien Angban      |
| 6  | Mali (bandiera)           | C     | Mamadou Fofana        |
| 7  | Senegal (bandiera)        | A     | Ibrahima Niane        |
| 8  | Mali (bandiera)           | C     | Boubacar Traoré       |
| 9  | Francia (bandiera)        | A     | Thierry Ambrose       |
| 10 | Algeria (bandiera)        | C     | Farid Boulaya         |
| 11 | Senegal (bandiera)        | A     | Opa Nguette           |
| 12 | Francia (bandiera)        | C     | Warren Tchimbembé     |
| 13 | Senegal (bandiera)        | A     | Mamadou Lamine Gueye  |
| 14 | Francia (bandiera)        | C     | Vincent Pajot         |
| 15 | Senegal (bandiera)        | C     | Cheikh Tidiane Sabaly |
| 15 | Senegal (bandiera)        | C     | Pape Matar Sarr       |
| 16 | Algeria (bandiera)        | P     | Alexandre Oukidja     |
| 17 | Francia (bandiera)        | D     | Thomas Delaine        |

| N. |                           | Ruolo | Calciatore           |
| -- | ------------------------- | ----- | -------------------- |
| 18 | Francia (bandiera)        | D     | Fabien Centonze      |
| 19 | Costa d'Avorio (bandiera) | C     | Habib Maïga          |
| 20 | Senegal (bandiera)        | A     | Habib Diallo         |
| 20 | Ghana (bandiera)          | D     | Ernest Boahene       |
| 21 | Ghana (bandiera)          | D     | John Boye            |
| 22 | Francia (bandiera)        | C     | Youssef Maziz        |
| 23 | Mali (bandiera)           | D     | Boubakar Kouyaté     |
| 24 | Argentina (bandiera)      | C     | Gerónimo Poblete     |
| 24 | Belgio (bandiera)         | A     | Aaron Leya Iseka     |
| 25 | Lussemburgo (bandiera)    | D     | Laurent Jans         |
| 25 | Mali (bandiera)           | A     | Adama Traoré         |
| 26 | Senegal (bandiera)        | A     | Pape Ndiaga Yade     |
| 27 | Capo Verde (bandiera)     | A     | Vagner Gonçalves     |
| 28 | Martinica (bandiera)      | D     | Manuel Cabit         |
| 29 | Francia (bandiera)        | D     | Lenny Lacroix        |
| 30 | Francia (bandiera)        | P     | Marc-Aurèle Caillard |
| 31 | Lussemburgo (bandiera)    | C     | Vincent Thill        |

## Calciomercato

### Sessione estiva
| Acquisti         | Acquisti              | Acquisti        | Acquisti      |
| R.               | Nome                  | da              | Modalità      |
| ---------------- | --------------------- | --------------- | ------------- |
| A                | Thierry Ambrose       | Manchester City | riscatto      |
| P                | Marc-Aurèle Caillard  | Guingamp        | definitivo    |
| A                | Mamadou Lamine Gueye  | Pau             | definitivo    |
| A                | Vagner Gonçalves      | Saint-Étienne   | definitivo    |
| D                | Boubakar Kouyaté      | Troyes          | definitivo    |
| A                | Aaron Leya Iseka      | Tolosa          | prestito      |
| D                | Kévin N'Doram         | Monaco          | riscatto      |
| C                | Vincent Pajot         | Angers          | riscatto      |
| C                | Pape Matar Sarr       | Génération Foot | definitivo    |
| C                | Warren Tchimbembé     | Troyes          | definitivo    |
| Altre operazioni |                       |                 |               |
| R.               | Nome                  | da              | Modalità      |
| C                | Gauthier Hein         | Valenciennes    | fine prestito |
| D                | Laurent Jans          | Paderborn 07    | fine prestito |
| C                | Ablie Jallow          | Ajaccio         | fine prestito |
| C                | Youssef Maziz         | Le Mans         | fine prestito |
| A                | Amadou N'Diaye        | Sochaux         | fine prestito |
| C                | Gerónimo Poblete      | San Lorenzo     | fine prestito |
| C                | Cheikh Tidiane Sabaly | Pau             | fine prestito |
| A                | Vincent Thill         | Orléans         | fine prestito |

| Cessioni | Cessioni              | Cessioni       | Cessioni                |
| R.       | Nome                  | a              | Modalità                |
| -------- | --------------------- | -------------- | ----------------------- |
| A        | Adama Traoré          | Al Adalah      | prestito                |
| C        | Renaud Cohade         | -              | fine contratto          |
| A        | Habib Diallo          | Strasburgo     | definitivo              |
| P        | Guillaume Dietsch     | Seraing        | prestito                |
| C        | Marvin Gakpa          | Paris FC       | definitivo              |
| C        | Gauthier Hein         | Auxerre        | definitivo              |
| C        | Ablie Jallow          | Seraing        | prestito                |
| D        | Laurent Jans          | Standard Liegi | definitivo              |
| D        | Abou Lô               | Seraing        | prestito                |
| C        | Georges Mikautadze    | Seraing        | prestito                |
| A        | Amadou N'Diaye        | Seraing        | prestito                |
| C        | Gerónimo Poblete      | -              | rescissione consensuale |
| C        | Cheikh Tidiane Sabaly | Pau            | prestito                |
| C        | Vincent Thill         | Nacional       | definitivo              |

### Fuori dalla finestra di mercato
| Acquisti | Acquisti       | Acquisti  | Acquisti      |
| R.       | Nome           | da        | Modalità      |
| -------- | -------------- | --------- | ------------- |
| D        | Ernest Boahene | Paris FC  | definitivo    |
| A        | Adama Traoré   | Al Adalah | fine prestito |

### Sessione invernale
| Cessioni | Cessioni       | Cessioni         | Cessioni                |
| R.       | Nome           | a                | Modalità                |
| -------- | -------------- | ---------------- | ----------------------- |
| P        | Paul Delecroix | -                | rescissione consensuale |
| A        | Adama Traoré   | Sheriff Tiraspol | definitivo              |

## Risultati

### Ligue 1

#### Girone di andata
| Arbitro: | Lesage |

|               |           |  |
| Draxler 90+3’ | Marcatori |  |

| Arbitro: | Jérémy Stinat |

|  |           |                |
|  | Marcatori | 22’ Badiashile |

| Arbitro: | Jérémie Pignard |

|            |           |  |
| Araujo 88’ | Marcatori |  |

| Arbitro: | Hamel |

|               |           |                |
| Niane 18’ 88’ | Marcatori | 43’ (rig.) Dia |

| Arbitro: | Wattellier |

|              |           |           |
| Sanson 90+5’ | Marcatori | 71’ Niane |

| Arbitro: | Jérôme Miguelgorry |

|                          |           |           |
| Niane 44’ (rig.) 59’ 64’ | Marcatori | 36’ Hamel |

| Arbitro: | Aurélien Petit |

|                    |           |             |
| Mangani 38’ (rig.) | Marcatori | 39’ Nguette |

| Arbitro: | Abed |

|                               |           |  |
| Boulaya 5’ Sissoko 78’ (aut.) | Marcatori |  |

| Arbitro: | Delerue |

|  |           |           |
|  | Marcatori | 14’ Gueye |

| Arbitro: | Delajod |

|          |           |           |
| Yade 21’ | Marcatori | 13’ Baldé |

| Arbitro: | Millot |

|                |           |                         |
| Kolo Muani 28’ | Marcatori | 45+4’ (rig.) Leya Iseka |

| Arbitro: | El Hadj |

|  |           |                  |
|  | Marcatori | 11’, 63’ Cardona |

| Arbitro: | Abed |

|             |           |                                |
| Boulaya 75’ | Marcatori | 17’ Depay 46’, 59’ Toko Ekambi |

| Arbitro: | Letexier |

|                           |           |                              |
| Simakan 65’ Thomasson 77’ | Marcatori | 34’ (rig.) Bronn 69’ Nguette |

| Arbitro: | Jérémie Pignard |

|  |           |                                 |
|  | Marcatori | 49’ (rig.) Leya Iseka 89’ Maiga |

| Arbitro: | Delerue |

|                           |           |  |
| Nguette 30’ Boulaya 90+3’ | Marcatori |  |

| Arbitro: | Batta |

|             |           |  |
| Grenier 52’ | Marcatori |  |

| Metz 6 gennaio 2021, ore 19:00 CET 18ª giornata | Metz    | 0 – 0 referto | Bordeaux | Stadio Saint-Symphorien (0 spett.)\| Arbitro: \| Gautier \| |
| Arbitro:                                        | Gautier |               |          |                                                             |

| Arbitro: | Hamel |

|          |           |                   |
| Boye 79’ | Marcatori | 18’ (rig.) Gouiri |

#### Girone di ritorno
| Arbitro: | Frappart |

|  |           |                |
|  | Marcatori | 89’ Leya Iseka |

| Arbitro: | Jérôme Miguelgorry |

|                              |           |  |
| Leya Iseka 34’ Boulaya 90+3’ | Marcatori |  |

| Arbitro: | Millot |

|                         |           |                                                 |
| Honorat 33’ Cardona 47’ | Marcatori | 36’ Boulaya 73’ Sarr 81’ Yade 87’ (rig.) Vagner |

| Arbitro: | Bastien Dechepy |

|          |           |             |
| Sarr 47’ | Marcatori | 70’ Laborde |

| Arbitro: | Buquet |

|                 |           |  |
| Boye 14’ (aut.) | Marcatori |  |

| Arbitro: | Lesage |

|             |           |                   |
| Delaine 18’ | Marcatori | 33’ 84’ Thomasson |

| Arbitro: | Jérémy Stinat |

|                   |           |                       |
| Gouiri 61’ (rig.) | Marcatori | 15’ Kouyaté 38’ Gueye |

| Arbitro: | Aurélien Petit |

|          |           |                          |
| Kalu 14’ | Marcatori | 72’ Delaine 90+1’ Vagner |

| Arbitro: | Hamel |

|  |           |                    |
|  | Marcatori | 44’ (rig.) Fulgini |

| Arbitro: | Batta |

|                        |           |                               |
| Clauss 13’ Cahuzac 36’ | Marcatori | 27’ (rig.) Vagner 57’ Delaine |

| Arbitro: | Delajod |

|          |           |                                          |
| Yade 89’ | Marcatori | 17’ Doku 37’ (rig.) Terrier 87’ Guirassy |

| Arbitro: | Hamel |

|                                                           |           |  |
| Fàbregas 49’ (rig.) Volland 51’ Ben Yedder 76’ 88’ (rig.) | Marcatori |  |

| Arbitro: | Turpin |

|  |           |                      |
|  | Marcatori | 60’ Yılmaz 89’ Çelik |

| Reims 18 aprile 2021, ore 15:00 CEST 33ª giornata | Stade Reims        | 0 – 0 referto | Metz | Stadio Auguste Delaune (0 spett.)\| Arbitro: \| Jérôme Miguelgorry \| |
| Arbitro:                                          | Jérôme Miguelgorry |               |      |                                                                       |

| Arbitro: | Delajod |

|              |           |                                 |
| Centonze 46’ | Marcatori | 4’ 59’ Mbappé 89’ (rig.) Icardi |

| Arbitro: | Frank Schneider |

|           |           |                                                           |
| Baldé 47’ | Marcatori | 36’ Gueye 41’ Sarr 70’ (aut.) Chafik 81’ Vagner 84’ Bronn |

| Arbitro: | Letexier |

|  |           |                                        |
|  | Marcatori | 61’ Fomba 67’ (rig.) Ripart 89’ Ferhat |

| Arbitro: | Batta |

|                               |           |            |
| Wissa 31’ (rig.) Hergault 74’ | Marcatori | 72’ Traoré |

| Arbitro: | El Hadj |

|                      |           |                     |
| Boulaya 90+7’ (rig.) | Marcatori | 90+13’ (rig.) Milik |

### Coupe de France

#### Fase finale
| Arbitro: | Olivier Thual |

|          |           |                                   |
| Blin 51’ | Marcatori | 1’ Leya Iseka 90+3’ (rig.) Vagner |

| Arbitro: | Frappart |

|  |           |                                                           |
|  | Marcatori | 7’ (rig.) Centonze 34’ (rig.) Ambrose 61’ Vagner 89’ Sarr |

| Arbitro: | Letexier |

|                                            |                      |                               |
| Ben Yedder Vollans Sidibé Fàbregas Jovetić | Tiri di rigore 5 – 4 | Sarr Yade Ambrose Maïga Bronn |

## Statistiche

### Statistiche di squadra
Statistiche aggiornate al 23 maggio 2021.
| Competizione    | Punti | In casa | In casa | In casa | In casa | In casa | In casa | In trasferta | In trasferta | In trasferta | In trasferta | In trasferta | In trasferta | Totale | Totale | Totale | Totale | Totale | Totale | DR |
| Competizione    | Punti | G       | V       | N       | P       | Gf      | Gs      | G            | V            | N            | P            | Gf           | Gs           | G      | V      | N      | P      | Gf     | Gs     | DR |
| --------------- | ----- | ------- | ------- | ------- | ------- | ------- | ------- | ------------ | ------------ | ------------ | ------------ | ------------ | ------------ | ------ | ------ | ------ | ------ | ------ | ------ | -- |
| Ligue 1         | 47    | 19      | 5       | 5       | 9       | 19      | 26      | 19           | 7            | 6            | 6            | 25           | 22           | 38     | 12     | 11     | 15     | 44     | 48     | -4 |
| Coupe de France | -     | 0       | 0       | 0       | 0       | 0       | 0       | 3            | 2            | 1            | 0            | 6            | 1            | 3      | 2      | 1      | 0      | 6      | 1      | +5 |
| Totale          | -     | 19      | 5       | 5       | 9       | 19      | 26      | 22           | 9            | 7            | 6            | 31           | 23           | 41     | 14     | 12     | 15     | 50     | 49     | +1 |

### Andamento in campionato
| Giornata  | 1  | 2  | 3  | 4  | 5  | 6  | 7  | 8  | 9 | 10 | 11 | 12 | 13 | 14 | 15 | 16 | 17 | 18 | 19 | 20 | 21 | 22 | 23 | 24 | 25 | 26 | 27 | 28 | 29 | 30 | 31 | 32 | 33 | 34 | 35 | 36 | 37 | 38 |
| --------- | -- | -- | -- | -- | -- | -- | -- | -- | - | -- | -- | -- | -- | -- | -- | -- | -- | -- | -- | -- | -- | -- | -- | -- | -- | -- | -- | -- | -- | -- | -- | -- | -- | -- | -- | -- | -- | -- |
| Luogo     | T  | C  | T  | C  | T  | C  | T  | C  | T | C  | T  | C  | C  | T  | T  | C  | T  | C  | C  | T  | C  | T  | C  | T  | C  | T  | T  | C  | T  | C  | T  | C  | T  | C  | T  | C  | T  | C  |
| Risultato | P  | P  | P  | V  | N  | V  | N  | V  | V | N  | N  | P  | P  | N  | V  | V  | P  | N  | N  | V  | V  | V  | N  | P  | P  | V  | V  | P  | N  | P  | P  | P  | N  | P  | V  | P  | P  | N  |
| Posizione | 17 | 17 | 18 | 17 | 17 | 15 | 14 | 10 | 7 | 10 | 10 | 12 | 13 | 13 | 12 | 10 | 10 | 11 | 12 | 10 | 8  | 6  | 6  | 7  | 7  | 6  | 5  | 6  | 7  | 9  | 9  | 10 | 9  | 10 | 9  | 10 | 10 | 10 |

Fonte:  Classements, su ligue1.fr, LFP. URL consultato il 31 agosto 2020 (archiviato dall'url originale il 2 febbraio 2020).
Legenda:

Luogo: C = Casa; T = Trasferta. Risultato: V = Vittoria; N = Pareggio; P = Sconfitta.

### Statistiche dei giocatori
| Giocatore     | Ligue 1  | Ligue 1 | Ligue 1     | Ligue 1    | Coupe de France | Coupe de France | Coupe de France | Coupe de France | Totale   | Totale | Totale      | Totale     |
| Giocatore     | Presenze | Reti    | Ammonizioni | Espulsioni | Presenze        | Reti            | Ammonizioni     | Espulsioni      | Presenze | Reti   | Ammonizioni | Espulsioni |
| ------------- | -------- | ------- | ----------- | ---------- | --------------- | --------------- | --------------- | --------------- | -------- | ------ | ----------- | ---------- |
| P. Delecroix  | 0        | 0       | 0           | 0          | 0               | 0               | 0               | 0               | 0        | 0      | 0           | 0          |
| A. Oukidja    | 34       | -38     | 2           | 1          | 1               | 0               | 0               | 0               | 35       | -38    | 2           | 1          |
| M.A. Caillard | 5        | -10     | 1           | 0          | 2               | -1              | 0               | 0               | 7        | -11    | 1           | 0          |
| D. Bronn      | 38       | 2       | 4           | 0          | 1               | 0               | 0               | 0               | 39       | 2      | 4           | 0          |
| M. Udol       | 25       | 0       | 1           | 1          | 2               | 0               | 0               | 0               | 27       | 0      | 1           | 1          |
| T. Delaine    | 25       | 3       | 4           | 0          | 3               | 0               | 0               | 0               | 28       | 3      | 4           | 0          |
| F. Centonze   | 36       | 1       | 9           | 0          | 3               | 1               | 0               | 0               | 39       | 2      | 9           | 0          |
| E. Boahene    | 0        | 0       | 0           | 0          | 1               | 0               | 0               | 0               | 1        | 0      | 0           | 0          |
| J. Boye       | 35       | 1       | 5           | 2          | 0               | 0               | 0               | 0               | 35       | 1      | 5           | 2          |
| B. Kouyaté    | 25       | 1       | 10          | 0          | 3               | 0               | 0               | 0               | 28       | 1      | 10          | 0          |
| L. Jans       | 0        | 0       | 0           | 0          | 0               | 0               | 0               | 0               | 0        | 0      | 0           | 0          |
| M. Cabit      | 0        | 0       | 0           | 0          | 0               | 0               | 0               | 0               | 0        | 0      | 0           | 0          |
| L. Lacroix    | 0        | 0       | 0           | 0          | 0               | 0               | 0               | 0               | 0        | 0      | 0           | 0          |
| K. N'Doram    | 6        | 0       | 0           | 0          | 0               | 0               | 0               | 0               | 6        | 0      | 0           | 0          |
| V. Angban     | 26       | 0       | 5           | 0          | 3               | 0               | 1               | 0               | 29       | 0      | 6           | 0          |
| M. Fofana     | 16       | 0       | 2           | 0          | 3               | 0               | 0               | 0               | 19       | 0      | 2           | 0          |
| B. Traoré     | 2        | 1       | 0           | 0          | 0               | 0               | 0               | 0               | 2        | 1      | 0           | 0          |
| W. Tchimbembé | 14       | 0       | 0           | 0          | 1               | 0               | 0               | 0               | 15       | 0      | 0           | 0          |
| V. Pajot      | 12       | 0       | 3           | 0          | 1               | 0               | 0               | 0               | 13       | 0      | 3           | 0          |
| C.T. Sabaly   | 1        | 0       | 0           | 0          | 0               | 0               | 0               | 0               | 1        | 0      | 0           | 0          |
| P. Matar Sarr | 22       | 3       | 5           | 0          | 3               | 1               | 0               | 0               | 25       | 4      | 5           | 0          |
| H. Maïga      | 31       | 1       | 9           | 0          | 3               | 0               | 0               | 0               | 34       | 1      | 9           | 0          |
| Y. Maziz      | 11       | 0       | 1           | 0          | 2               | 0               | 1               | 0               | 13       | 0      | 2           | 0          |
| F. Boulaya    | 33       | 6       | 5           | 0          | 1               | 0               | 0               | 0               | 34       | 6      | 5           | 0          |
| V. Thill      | 0        | 0       | 0           | 0          | 0               | 0               | 0               | 0               | 0        | 0      | 0           | 0          |
| I. Niane      | 10       | 6       | 0           | 0          | 0               | 0               | 0               | 0               | 10       | 6      | 0           | 0          |
| T. Ambrose    | 23       | 0       | 4           | 0          | 2               | 1               | 0               | 0               | 25       | 1      | 4           | 0          |
| O. Nguette    | 16       | 3       | 0           | 0          | 0               | 0               | 0               | 0               | 16       | 3      | 0           | 0          |
| M.L. Gueye    | 26       | 3       | 1           | 0          | 1               | 0               | 0               | 0               | 27       | 3      | 1           | 0          |
| H. Diallo     | 4        | 0       | 0           | 0          | 0               | 0               | 0               | 0               | 4        | 0      | 0           | 0          |
| A. Traoré     | 0        | 0       | 0           | 0          | 0               | 0               | 0               | 0               | 0        | 0      | 0           | 0          |
| P. Yade       | 28       | 3       | 4           | 0          | 3               | 0               | 0               | 0               | 31       | 3      | 4           | 0          |
| V. Gonçalves  | 26       | 4       | 3           | 0          | 3               | 2               | 0               | 0               | 29       | 6      | 3           | 0          |
| A. Leya Iseka | 21       | 4       | 3           | 0          | 3               | 1               | 0               | 0               | 24       | 5      | 3           | 0          |